# Новогвинейская ласточка
Новогвине́йская ла́сточка (лат. Hirundo neoxena) — вид воробьиных птиц из семейства ласточковых (Hirundinidae).
Этот вид распространён в Австралии и на прилежащих островах, за последние 50 лет завезена в Новую Зеландию. Мигрируют в Папуа — Новую Гвинею и Новую Каледонию. Очень похожа на тихоокеанскую ласточку, из-за чего их иногда объединяют в один вид. На севере Австралии новогвинейские ласточки пересекаются с деревенскими ласточками, которые прилетают на зимовку. Точная численность популяции неизвестна, однако исследования показывают, что она увеличивается. Площадь ареала около 20 000 км².
Впервые была описана Джоном Гульдом в книге «Птицы Австралии» как представитель рода Hirundo, однако первая публикация зачастую неверно приписывается книге «Труды Лондонского зоологического общества».

## Внешний вид
Длина тела составляет около 15 см. Верхняя часть тела металлически-серо-чёрного цвета, нижняя часть груди и живот светло-серые; лоб, верхняя часть груди и горло имеют окрас цвета ржавчины. Хвост раздвоенный, с рядом белых пятен на отдельных перьях. Голос представляет собой смесь щебетания, нежных трелей и резкого свиста, который птица издаёт в случае опасности.

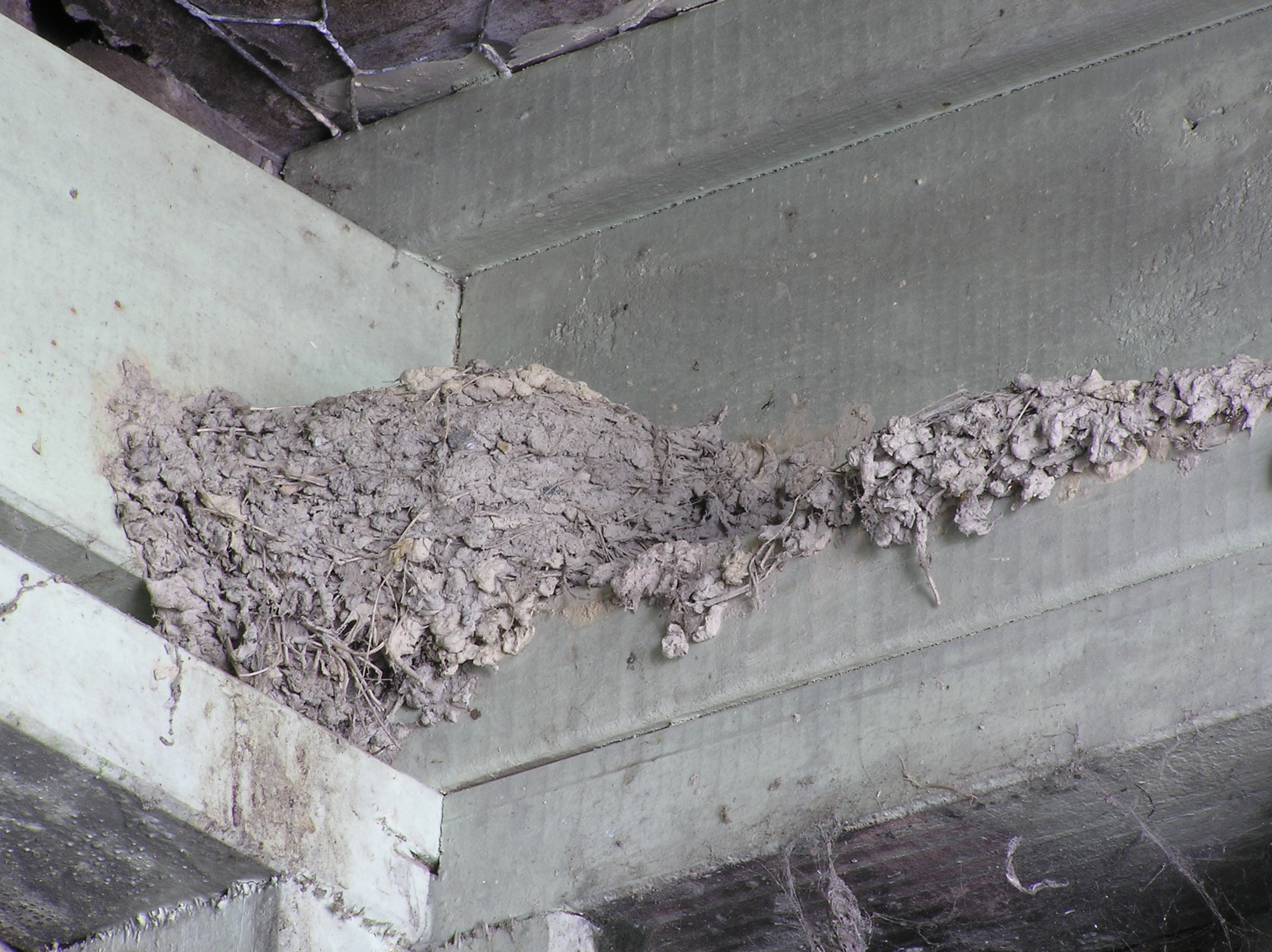
Гнездо новогвинейской ласточки

## Поведение
Гнездо новогвинейской ласточки состоит из кусков грязи и травы. Оно прикреплено к какому-либо подходящему объекту, например, каменной стене или зданию. Внутри гнездо выстлано перьями и шерстью. Гнездится предпочитают вблизи человеческого жилья.
Самки откладывают 3—5 яиц. Как правило, за сезон появляется двое выводков. Насиживание длится две недели. Молодых кормят оба родителя. Через две-три недели птенцы покидают гнездо.
Места обитания новогвинейской ласточки самые разнообразные, за исключением пустыни или густого леса.
Летают довольно быстро, в основном над открытыми пространствами. Основу питания составляют насекомые.